# Cantó de Niça-9
El cantó de Niça-9 és un cantó francès del departament dels Alps Marítims, situat al districte de Niça. Compta amb part del municipi de Niça.

## Municipis
- Niça

## Història
| Data d'elecció                           | Identitat    | Partit | Qualitat |
| ---------------------------------------- | ------------ | ------ | -------- |
| 1973-1982                                | Louis Fiori  | PCF    |          |
| 1982-                                    | Joseph Calza | UMP    |          |
| les dades anteriors no són pas conegudes |              |        |          |
|                                          |              |        |          |

## Demografia
| 1962 | 1968 | 1975 | 1982 | 1990 | 1999   | 2007   |
| ---- | ---- | ---- | ---- | ---- | ------ | ------ |
| -    | -    | -    | -    | -    | 32.875 | 32.292 |